# Fagosa-Timpa dell'Orso
Fagosa-Timpa dell'Orso este o arie protejată (arie specială de conservare — SAC, sit de importanță comunitară — SCI) din Italia întinsă pe o suprafață de 1.413 ha, integral pe uscat.

## Localizare
Centrul sitului Fagosa-Timpa dell'Orso este situat la coordonatele 39°53′39″N 16°14′58″E / 39.894196°N 16.24957°E.

## Înființare
Situl Fagosa-Timpa dell'Orso a fost declarat sit de importanță comunitară în septembrie 1995 pentru a proteja 12 specii de animale. Situl a fost protejat și ca arie specială de conservare în iunie 2017.

## Biodiversitate
Situată în ecoregiunea mediteraneană, aria protejată conține 5 habitate naturale: Păduri pe pante, grohotișuri și ravene de Tilio-Acerion, Păduri de fag din Apenini cu Abies alba și păduri de fag cu Abies nebrodensis, Pajiști uscate seminaturale și facies de acoperire cu tufișuri pe substraturi calcaroase (Festuco-Brometalia) (* situri importante pentru orhidee), Păduri panonice-balcanice de stejar turcesc - stejar sesil, Lacuri eutrofice naturale cu vegetație de tip Magnopotamion sau Hydrocharition.
La baza desemnării sitului se află mai multe specii protejate:
- păsări (4): ciocănitoare neagră (Dryocopus martius), muscar-gulerat (Ficedula albicollis), Leiopicus medius, mugurarul (Pyrrhula pyrrhula)
- amfibieni (2): Salamandrina terdigitata, Triturus carnifex
- mamifere (1): lupul (Canis lupus)
- nevertebrate (4): Buprestis splendens, Melanargia arge, Osmoderma italicum, Rosalia alpina
- reptile (1): țestoasa de baltă (Emys orbicularis)

Pe lângă speciile protejate, pe teritoriul sitului au mai fost identificate 8 specii de plante, 5 specii de amfibieni, 9 specii de nevertebrate, 3 specii de reptile.